# Sarasaeschna tsaopiensis
Sarasaeschna tsaopiensis – gatunek ważki z rodziny żagnicowatych (Aeshnidae).